# Маккоун, Джон
Джон Александер Маккоун (англ. John Alexander McCone, 4 января 1902 — 14 февраля 1991) — американский предприниматель и государственный деятель, Директор Центральной разведки США (1961—1965).

## Биография
Родился в Сан-Франциско, в 1922 году окончил Калифорнийский университет в Беркли, получив степень бакалавра точных наук. Быстро сделал карьеру в компании Los Angeles' Llewellyn Iron Works, а в 1929 году, после объединения нескольких компаний в Объединенную Стальную Корпорацию, стал её исполнительным вице-президентом. Также основал компанию Bechtel-McCone.
Несколько раз поступал на государственную службу. В 1947—1948 годах — член президентской Комиссии по использованию воздушного пространства. В 1948 году — заместитель министра обороны. В 1950—1951 годах — заместитель министра ВВС США. В 1958—1960 годах — председатель Комиссии по атомной энергии.
Несмотря на то, что Маккоун был сторонником Республиканской партии, 27 сентября 1961 года президент Кеннеди без утверждения Сенатом назначил его на пост директора Центральной разведки и главы ЦРУ с тем, чтобы обеспечить непрерывность руководства Центральным разведывательным управлением. Маккоун был утвержден Сенатом в должности директора ЦРУ 31 января 1962 года и возглавлял ЦРУ вплоть до 28 апреля 1965 года.
Во время Карибского кризиса 1962 года Маккоун входил в ближайший совет президента Дж. Кеннеди, собиравшийся почти ежедневно на протяжении шести недель и дававший президенту практические советы. Маккоун был одним из тех, кто отговаривал Кеннеди от вторжения на Кубу.
После ухода в отставку с поста директора ЦРУ Маккоун был назначен американским официальным представителем в Ватикане. Впоследствии был членом многочисленных комиссий по вопросам гражданского применения военной техники. Возглавлял губернаторскую комиссию по расследованию беспорядков в Уоттсе в 1965 году.
Член Мальтийского Ордена.
В 1987 году Маккоун был награждён президентом Р. Рейганом Президентской медалью Свободы.
В документальной драме о Карибском кризисе «Тринадцать дней» (2000) роль Маккоуна исполнил актёр Питер Уайт, а в фантастическом боевике 2011 года «Люди Икс: Первый Класс» его сыграл канадский киноактёр Мэтт Крэйвен.